# Inclusion and Democracy
Inclusion and Democracy é um livro de 2002 de Iris Marion Young, publicado pela Oxford University Press.